# Cisterciensorden

Cisterciensordens vapen

Cisterciensorden (även Cistercienserorden) är en katolsk klosterorden som grundades 1098 av benediktinmunkar som vände sig mot vällevnaden i dåtidens kloster och ville återgå till de stränga benediktinerreglerna. Cistercienserna räknas som den första klosterorden, i den bemärkelse begreppet senare fått: en centralstyrd organisation omfattande ett flertal kloster. De tidigare benediktinerklostren hade varit tämligen självständiga och saknat en central ordensledning.

## Historik
Munkarna grundade under ledning av Robert av Molesmes ett kloster kallat Novum Monasterium i ett sankt område kallat Cîteaux, som ligger ganska nära den franska staden Dijon i Burgund. Det är från latiniseringen Cistercium av Cîteaux som klosterorden fått sitt namn.
Framgångarna lät vänta på sig, och orden skall enligt uppgift ha varit nära att utslockna när Bernhard av Clairvaux och trettio andra munkar anlände 1112. Efter detta skedde en snabb utveckling, och inom ett par år hade flera ytterligare kloster grundats, där klostret Clairvaux i Champagne under Bernhards ledning snabbt skulle bli det viktigaste. Senare forskning har dock visat att Stephen Harding hade en viktigare roll än en del av traditionen inom orden velat tillskriva honom.
Bernhard av Clairvaux var inte bara en av samtidens största teologer utan också en politiskt mycket inflytelserik man. Vid hans död 1153 hade orden vuxit till 280 kloster, och klostret Clairvaux hade inte mindre än 700 lekbröder och munkar. Det första nunneklostret grundades år 1125 i Tart, beläget i stiftet Langres i nordöstra Frankrike. Även fortsättningsvis skulle nunnorna utgöra ett stort inslag i orden, inte minst genom klostret Port-Royal (senare Port-Royal-des-Champs med en avknoppning i Port-Royal-de-Paris) i parisregionen, där logik, lingvistik och teologisk diskussion kom att utvecklas.

## Ideologi

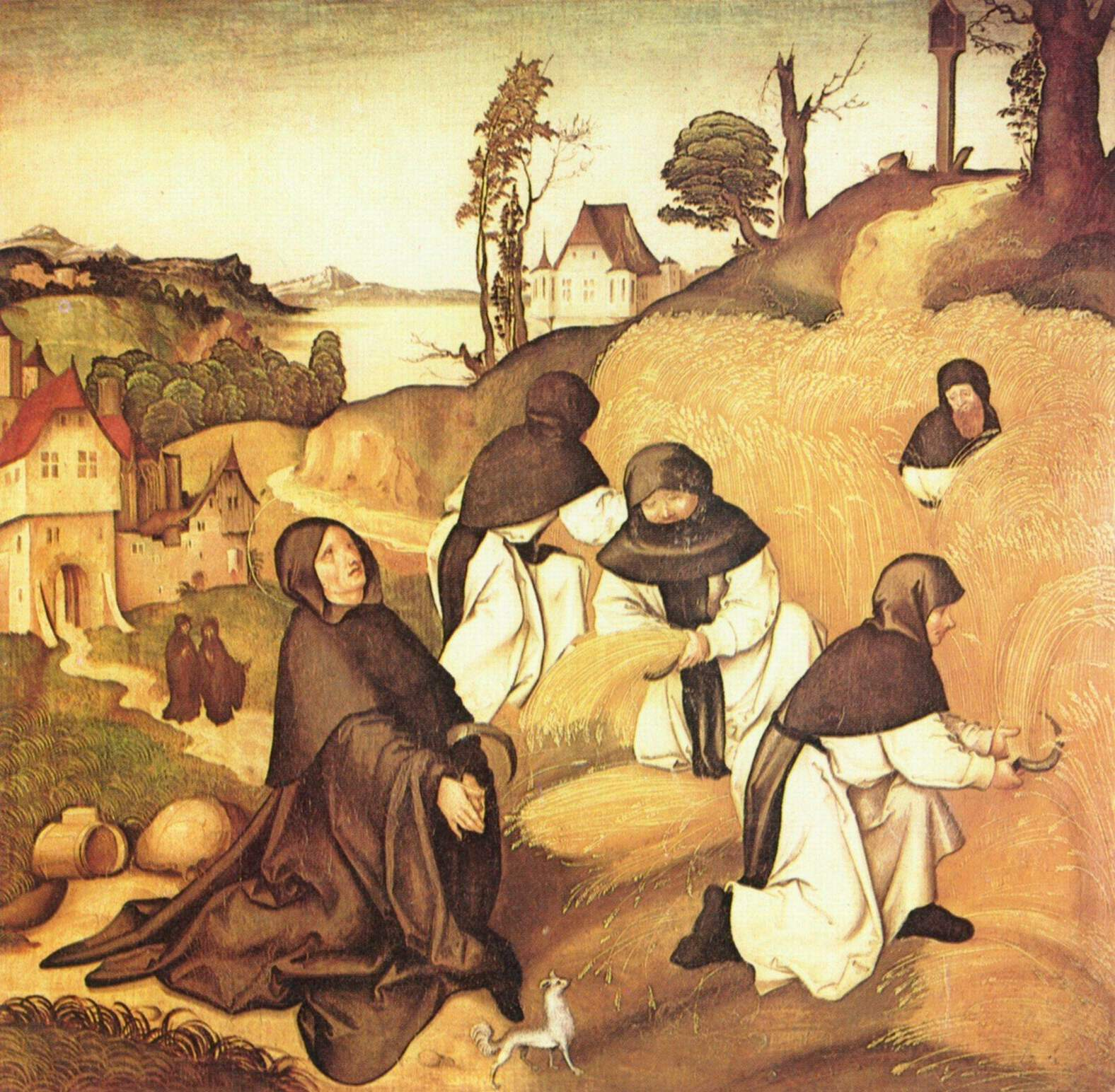
Cistercienserbröder under skörden.

Det kännetecknande för cisterciensorden var just dess stränga åtlydnad av Benedikts regel, och framför allt återvändandet till fysiskt arbete, bland annat jordbruksarbete. För att skapa tid för detta gjorde man sig av med många överflödiga kyrkliga ceremonier. Ordens organisation var en medelväg mellan den helt centraliserade som präglade Cluny, och den mer oberoende hos benediktinerna; varje kloster utgjorde en oberoende enhet, men var ändå underställd ett generalkapitel som samlades årligen i Cîteaux.
I början avstod cistercienserna från alla inkomster från gåvor, tionden och arrenden. Klostren skulle vara självförsörjande via bruk av skog och mark, och utvecklade därför ett system för försäljning av boskap och andra produkter. Denna verksamhet kunde inte skötas enbart av munkarna, vars tid fortfarande till stor del upptogs av bön och religiösa plikter, och därför ingick redan från början lekbröder som en del av orden. Dessa bröder rekryterades från bönderna, och utgjorde en separat del som levde sida vid sida med munkarna, och med sin egen regel för bön och arbete.
I stort sett alla kloster följde en gemensam plan, även om dimensionerna kan variera, med klosterkyrkan som grundval och övriga byggnader arrangerade runt en fyrkantig innergård. Klosteranläggningarna innehöll ofta avancerade tekniska lösningar som system för luftburen värme (så kallade hypokauster) och kanaler för friskt vatten och avlopp. Det har länge hävdats att klostren utgjorde en spridningspunkt för nya tekniker i medeltidens Sverige. Även om denna bild nu börjat bli mer omdiskuterad verkar det ändå sannolikt att vissa kunskaper kommit in via klostren.
Nya kloster bildades uteslutande genom utvandring eller filiation av munkar från ett befintligt kloster. Utvandrade munkar förväntades leva hela sina liv i det nygrundade klostret. Bernhard av Clairvaux hade ett så dominerande inflytande att nästan alla kloster i Syd-, Nord- och Västeuropa kan härleda sitt ursprung till Clairvaux. Moderklostret i Morimond dominerade dock i Östeuropa och det finns även många kloster som härstammade direkt från det ursprungliga klostret i Citeaux och de franska klostren i La Ferté och Pontigny.
Enligt idealet skulle nya kloster främst grundas i obefolkade marker, så att nya områden kultiverades. Till viss del var denna policy driven av nödtvång, då den mesta brukbara odlingsmarken i Västeuropa redan var upptagen. I Sverige verkar detta dock ha varit en undantagsprincip; eftersom de flesta klostren grundades med hjälp av kungliga gåvor finns i stället flertalet i bebyggda trakter eller nära större kommunikationsleder. Ett svenskt kloster som dock anlades i enlighet med ordens principer var Nydala kloster, där mark bröts i jungfrulig bokskog.

## Cistercienserna i Sverige
Till Sverige kom orden 1143, då Alvastra kloster grundades av munkar från Clairvaux, med stöd av den sverkerska ätten, samtidigt som Nydala kloster grundades vid sjön Rusken på gränsen mellan Finnveden och Njudung i Småland. Dessa två kloster var de 40:e och 41:a dotterklostren till stamklostret i Clairvaux.
Några år senare kom det cistercienser till Lurön i sjön Vänern, men där fann de sig inte tillrätta utan flyttade kort därefter till Lugnås[källa behövs] i Kinne härad. Slutligen, efter att en kvinna vid namn Sigrid donerat en förstklassig egendom vid berget Billingens fot i Västergötland, grundlades Varnhems kloster på platsen den 1 maj 1150.
Alla av ordens kloster i Skandinavien med undantag av Herrevads kloster har sitt ursprung i Clairvaux, eller i lokala kloster som i sin tur grundats av munkar eller nunnor från Clairvaux. 
Under 1100-talet omvandlades stegvis de tidigare klostren till cistercienskloster, och de var det dominerande inslaget fram till mitten av 1200-talet, då tiggarordnarna började svara bättre mot de andliga behoven. Under reformationen drogs samtliga klosteregendomar in till kronan, och därmed försvann orden helt från Sverige.

## Orden idag
Ordens senare historia utgörs i stort sett av en kamp mot växande inslag av lättade krav, större förlitan på andra inkomstkällor än eget arbete och andra missbruk. Olika reformrörelser gav upphov till ett flertal sidorörelser, där den kanske mest kända är trappistorden. 
Internationellt sett gick reformationen och den franska revolutionen hårt åt ordens storlek. Från slutet av 1800-talet skedde dock en viss tillväxt, och idag finns i hela världen omkring 100 kloster med omkring 4700 munkar och lekbröder, samt omkring 100 nunnekloster med totalt omkring 3000 nunnor och leksystrar

## Munkkloster i Sverige
- Alvastra kloster i Östergötland, grundat 1143.
- Gudsberga kloster (även kallat Husby kloster), Dalarna, grundat 1486.
- Herrevads kloster, Skåne, grundat 1144
- Julita kloster (även kallat Saba kloster), Södermanland, grundat på 1180-talet.
- Nydala kloster i Småland, grundat 1143.
- Roma kloster, Gotland, grundat 1164 (dotterkloster till Nydala).
- Varnhems kloster, Västergötland, grundat 1150 (dotterkloster till Alvastra).
- Viby kloster, Uppland, grundat 1160 (dotterkloster till Alvastra, senare flyttat till Julita).
- Ås kloster, Halland, stiftat 1192, anlagt 1194.

## Nunnekloster i Sverige
- Askeby kloster, Östergötland, slutet av 1100-talet (dotterkloster till Vreta).
- Byarums kloster, Småland, grundat 1170/90 (flyttat till Sko kort tid efter 1222).
- Gudhems kloster, Västergötland, senast 1175.
- Riseberga kloster, Närke, slutet av 1100-talet (dotterkloster till Vreta).
- Sko kloster, Uppland, 1220-talet.
- Solberga kloster, Gotland (dotterkloster till Vreta).
- Vreta kloster, Östergötland, bör enligt Riksantikvarieämbetet vara Sveriges äldsta kloster, troligen benediktinskt från omkr. 1110, enligt traditionen cistercienskt från 1162.
- Vårfruberga kloster, Södermanland, cistercienskt omkring 1289.

## Nordisk litteratur
- Edward Ortved: Cistercieordenen og dens klostre i Norden, J. H. Schultz forlag, København 1927
- Johansson, Hilding: Ritus Cisterciensis: Studier i de svenska cisterciensklostrens liturgi, Lund 1964, i serien "Bibliotheca theologiae practicae"
- Jean-François Leroux-Dhuys (text) & Henti Gaud (foto): Cistercienserkloster, historia och arkitektur, Könemann, Köln 2001, ISBN 3-8290-5370-3
- Sveriges cistercienser-klostre. Snekkersten: Ankeret. 2019. Libris w68mhdf4thq62rsw. ISBN 9788799933624